# Павлов, Игорь Михайлович
Игорь Михайлович Павлов (10 [23] июня 1900 — 19 октября 1985) — советский учёный-металлург, специалист в области теории процессов пластической деформации, член-корреспондент Академии наук СССР.

## Биография
Родился 10(23) июня 1900 года в п. Сулин, ныне г. Красный Сулин Ростовской области. Сын академика-металлурга Героя Социалистического Труда Михаила Александровича Павлова, брат русской советской писательницы, ученого-селекционера, доктора биологических наук — Нины Михайловны Павловой
Окончив в 1918 г. Петроградское восьмиклассное училище, поступил на металлургический факультет Петроградского политехнического института, который окончил с отличием. Учился у выдающихся ученых: Е. Л. Николаи, А. Ф. Иоффе, Б. Н. Меншуткина, В. А. Кистяковского, Ф. Ю. Левинсона-Лессинга, Н. С. Курнакова, А. А. Байкова, М. А. Павлова и др. Дипломный проект И. М. Павлова содержал теоретические выводы и расчеты, вошедшие в опубликованные поздние работы. После окончания института в 1923 г. И. М. Павлов работал инженером литейного цеха завода «Красный дизель» (Петроград), а затем мастером литейного цеха, начальником прокатных цехов завода «Красный выборжец» (Ленинград). Параллельно преподавал с 1926 года в Ленинградском политехническом институте. С 1939 года — профессор.
Деятельность И. М. Павлова в Политехническом институте продолжалась до 1942 г., где, будучи заведующим кафедрой и профессором, он вел педагогическую и научно-исследовательскую работу, а в качестве декана факультета — большую административную работу.
Во время Великой Отечественной войны до марта 1942 г. находился в осажденном Ленинграде и руководил исследовательской работой оборонного значения. В это же время он был начальником объекта ПВХО и командиром отделения рабочего батальона. Награждён медалью «За оборону Ленинграда», которой всю жизнь очень гордился. После эвакуации на Урал И. М. Павлов — главный металлург и заместитель главного инженера одного из заводов Наркомцветмета в г. Верхняя Салда, где в труднейших условиях перебазирования предприятий на Восток были срочно осуществлены установка и пуск оборудования, что позволило обеспечить бесперебойное производство оборонных изделий. Одновременно И. М. Павлов был назначен председателем Экспертного совета по утверждению технологии производства оборонных изделий в прокатных цехах заводов Народного комиссариата цветной металлургии СССР.
В 1943 г. И. М. Палов приступил к преподавательской работе в Московском институте стали им. И. В. Сталина в качестве заведующего кафедрой прокатного производства, там же был деканом технологического факультета. Продолжал руководить этой кафедрой до 1970 г.
В 1946 г. избран членом- корреспондентом Академии наук СССР и с 1953 г. стал заведовать отделом обработки металлов давлением Института металлургии АН СССР.
В 1952 г. в составе комиссии АН СССР принимал участие в создании Института научной и технической информации АН СССР. Был постоянным сотрудником этого института по отделу металлургии, редактировал реферативный журнал «Металлургия» и выпуски «Сигнальной информации» (ранее «Экспрессинформации»). В разное время участвовал также в редактировании многих других периодических изданий, сборников и монографий, в том числе реферативного журнала «Проблемы современной металлургии», журналов «Металлург», «Сталь», «Известия АН СССР. Металлы».
На протяжении многих лет И. М. Павлов вел большую научно-организационную и общественную работу. Он был членом ученых советов, являлся членом Экспертной комиссии по металлургии ВАК, возглавлял металлургическую секцию Комитета по Ленинским премиям в области науки и техники при Совете Министров СССР и был членом Пленума Комитета. Руководил секцией применения материалов в машиностроении Технико-экономического совета Государственного комитета по машиностроению при Госплане СССР, являлся членом правления НТО чёрной и цветной металлургии, депутатом Московского городского Совета депутатов трудящихся. Состоял членом комиссии по присуждению премий молодым ученым и специалистам Всесоюзного совета научно-технических обществ.
Скончался 19 октября 1985 года в Москве, похоронен на Введенском кладбище г. Москва, участок № 5.

## Научная и педагогическая деятельность
В 1926 г. И. М. Павлов одновременно с работой на заводе «Красный выборжец» приступил к преподаванию в институте им. М. И. Калинина, где он разработал первый лабораторный практикум по теории процесса прокатки. В 1933 г. он организовал в институте кафедру по этой специальности. В 1932 г. была опубликована его книга «Прокатка цветных металлов и сплавов», основные положения которой нашли затем отражение в «Технической энциклопедии». С 1934 г. И. М. Павлов совместно с Я. С. Галлаем публикует со своими научными комментариями «Материалы по теории прокатки» (издано 6 томов), содержащие выдержки из наиболее значительных работ, появившихся в мировой литературе. В 30-е годы он постоянный редактор отдела пластической деформации журнала «Металлург». Результаты исследований и известные в литературе теоретические и экспериментальные материалы были обобщены им в монографиях: «Теория прокатки» (1934 г.) и «Теория прокатки и основы пластической деформации металлов» (1938 г.). В 1939 г. И. М. Павлов защитил докторскую диссертацию на тему «Продольная деформация при прокатке».
В годы работы в МИСиС создал ряд оригинальных курсов, отразивших результаты новейших экспериментальных и теоретических исследований: по теории пластичности и теории обработки металлов давлением, по теории процесса прокатки, технологи прокатного производства, в частности цветных металлов и сплавов, в том числе обработке титана и сплавов на его основе. Циклы лекций или отдельные лекции и доклады были прочитаны И. М. Павловым на заводах, курсах повышения квалификации руководящего состава и научных работников.
И. М. Павловым создана крупнейшая научная школа, среди его учеников более 100 кандидатов и 15 докторов технических наук. Результаты исследований, выполненных И. М. Павловым, получили признание и успешно используются в отечественной науке и за рубежом. Рассматривая его научную деятельность в целом, можно заключить, что, с одной стороны, его труды обладают общим характером, их содержание и результаты одинаково распространяются на любые металлы и сплавы, на различные процессы их обработки. С другой стороны, большое количество работ Игоря Михайловича относится к отдельным процессам, металлам и сплавам. Существенный вклад внесен им в некоторые области металлургии (накопление примесей при повторных переплавках металла; колебания состава продукта в зависимости от непостоянства свойств шихты) и металловедения (истинные диаграммы рекристаллизации; зависимость микроструктуры металла от условий деформации и др.). Большой глубиной обладают некоторые его оригинальные работы по механике (тензорные представления в теории пластичности; новые представления в области трения; взаимодействие обрабатывающего инструмента и деформируемого тела и др.).
Ценной особенностью научного творчества И. М. Павлова следует признать неизменное стремление к выяснению физической сущности рассматриваемых явлений. Это стремление привело к введению им многих новых представлений, положений и теорий, составивших основу его обобщающих трудов, что нашло отражение, в частности, в его работах «Процессы пластической деформации металлов в свете общей теории познания» (1971 г.), «О физической сущности некоторых механико-математических представлений» (1971 г.) и в ряде более ранних публикаций. Научная деятельность Игоря Михайловича неотделима от практической, инженерной, что нашло свое выражение в тематике и содержании многих исследовательских работ, проводимых под его руководством в содружестве с заводами, в его докладах, консультациях и экспертизах, в изобретательской деятельности, в публикациях. Среди многих изобретений И. М. Павлова, личных и в соавторстве, имеются такие, как новый процесс «высотно-поперечной» прокатки с весьма продуктивным использованием поперечного обжатия металла (вместо обычного «уширения»; эффективное применение выявленной им положительной особенности деформации тел замкнутого сечения; способ производства биметаллических листов большой толщины; способ производства ребристых панелей; прокатный стан для нового процесса «вибрационной прокатки»; новые методы и устройства для определения скольжения металла в очаге деформации, процесс вакуумной прокатки некоторых тугоплавких металлов. За разработку технологии и освоение производства полуфабрикатов из титановых сплавов он удостоен Ленинский премии (1966 г.).

## Избранная библиография
- «Теория прокатки» (1934)
- «Составление шихт на цветное литье», 2 изд., М.—Л., 1932
- «Прокатка цветных металлов и сплавов», Л.—М., 1932
- «Опережение при прокатке», М.—Л., 1936 (совм. с Я. С. Галлаем)
- «Обработка металлов давлением», М., 1955 (совм. с др.)
- Grundlagen der Metallverformung durch Druck, Bd 1—2, В., 1954.

## Награды, премии
- Ленинская премия 1966 год
- Орден Ленина (1953)
- 3 ордена Трудового Красного Знамени (1945, 1970, 1975)
- Орден Дружбы народов (1980)
- медали